# Francesco Selmi

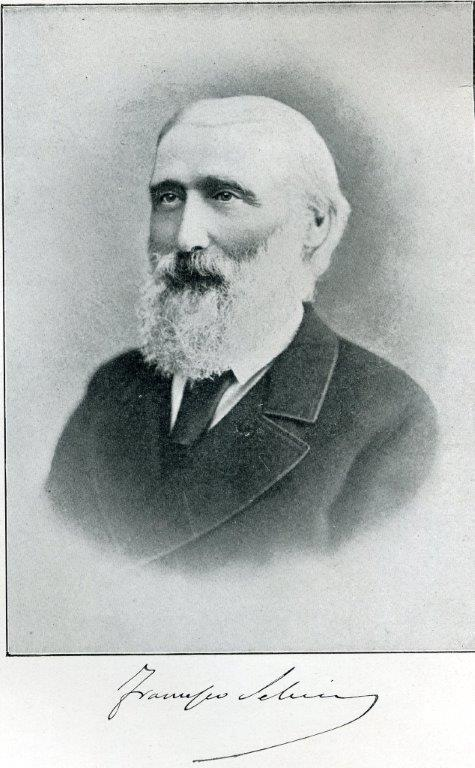
Francesco Selmi

Francesco Selmi (* 7. April 1817 in Vignola bei Modena; † 13. August 1881  in Bologna) war ein italienischer Chemiker.
Selmi erwarb 1837 in Modena seinen Magister-Abschluss als Pharmazeut und wurde 1840 Professor in Modena und danach am Lyceum in Reggio. Wegen der Teilnahme an der Revolution von 1848 wurde er aus dem Herzogtum Modena verbannt und wurde Professor für Physikalische Chemie am Collegio nazionale in Turin. Als 1859 im italienischen Unabhängigkeitskrieg der Herzog von Modena abgesetzt wurde und sich das Herzogtum nach einer Volksabstimmung dem Königreich Sardinien-Piemont anschloss, war er einer derjenigen, die die Nachricht nach Turin brachten. 1859 wurde er Rektor der Universität Modena. Nach der Gründung des Königreichs Italien 1861 war er Abteilungsleiter im Unterrichtsministerium in Turin und befasste sich in dieser Zeit auch mit Dante-Studien und verkehrte im Salon von Olimpia Savio. Er stand in Briefwechsel mit Cavour. 1867 verließ er die Politik und wurde Professor für Toxikologie und pharmazeutische Chemie in Bologna.
Er ist mit Thomas Graham seit 1850 einer der Begründer der Kolloidchemie. 1842 stieß er auf eine kolloidale Lösung, als er Eisen(III)-sulfat mit Schwefelsäure umsetzte, untersuchte dann systematisch weitere anorganische Kolloide (wie Silberchlorid, Preußisch Blau), erkannte dass Albumin und Kasein Kolloide sind und untersuchte den Osmotischen Druck von Kolloiden. Er befasste sich auch mit Leichengiften (Ptomaine, deren chemische Natur er 1873 nachgewiesen hatte), über die er eine Monographie (1878) veröffentlichte und war deshalb auch ein Pionier der forensischen Toxikologie, befasste sich mit Mischkristallen und Isomorphie und war mit Icilio Guareschi Herausgeber der Enciclopedia di Chimica scientifica e industriale.
Er stellte mit Sobrero auch die erste anorganische Verbindung mit vierwertigem Blei (Bleitetrachlorid) her, ohne die sehr instabile Verbindung isolieren zu können. Sie schlossen nur auf die Existenz bei der Einleitung von Chlor in eine Lösung von Chlornatrium und Chlorblei, die sich daraufhin gelb färbte und nach ihrer Analyse eine Mischung aus Natriumchlorid und Bleitetrachlorid war.